# 名誉城主
名誉城主（めいよじょうしゅ）とは、主に日本の城下町の市町村あるいは観光施設等が観光や文化振興を企図し、城のシンボルキャラクターとして招致する人物の職名あるいは称号の一つ。一口城主とは異なる。

## 城郭のPRキャラクターとしての名誉城主
名誉城主は主に城下町が観光を軸とした地域振興・文化振興を図る際、そのシンボルとして迎える人物に託される職名呼称である。ただし、名誉城主が置かれる例は現存している城郭や実際の古城とは限らず、1991年（平成3年）に岐阜県大垣市では永禄年間（1558年から1570年）に木下藤吉郎―後の豊臣秀吉によって築城された墨俣一夜城に因んで大垣城の一部を模した歴史資料館を設置し、元首相である竹下登を「名誉城主」として迎えたのをはじめ、2010年1月には愛知県清須市が「清須越四百年事業」で清洲城を復元した際、城のPR役としてフィギュアスケート選手の織田信成を1年の任期で名誉城主を委嘱。2016年（平成28年）10月には落語家で城郭愛好家でもある春風亭昇太が富山県砺波市から、現在は城址のみが残る増山城の名誉城主を委嘱されるなど、実際には復元した城郭で任命・委嘱する場合も多い。名誉城主は人に限らず、岡山県高梁市の備中松山城では2018年（平成30年）からネコのさんじゅーろーが就任している。

## 遊興施設の名誉城主
また、遊興施設としては、群馬県吾妻郡高山村にある、大理石村ロックハート城が俳優の津川雅彦を名誉城主として迎えており、2004年（平成16年）には津川がコレクションしているサンタクロース人形の展示を行うミュージアムが開設されたこともあるなど、同城のイベントにも貢献している。